# Tenecteplază
Tenecteplaza (cu denumirea comercială Metalyse, printre altele) este un medicament trombolitic utilizat în tratamentul infarctului miocardic suspectat, cât și al embolismului pulmonar. Calea de administrare disponibilă este cea intravenoasă. Reteplaza este un activator tisular de plasminogen, obținută prin tehnologia ADN recombinant.